# おせき餅
おせき餅（おせきもち）は京都市伏見区の和菓子、あんころ餅の一種。白餅、よもぎ餅の上に餡をのせているのが特徴。提供の仕方としては、編笠の上に並べた、編笠の形をした餅の上に餡を載せた、といった記述がある。餅の上に無雑作に載せた餡には手形が残っていて野趣を感じると、竹村俊則が『昭和京都名所圖會』で評している。
店舗は国道1号（京阪国道）西側に位置する。

## 来歴

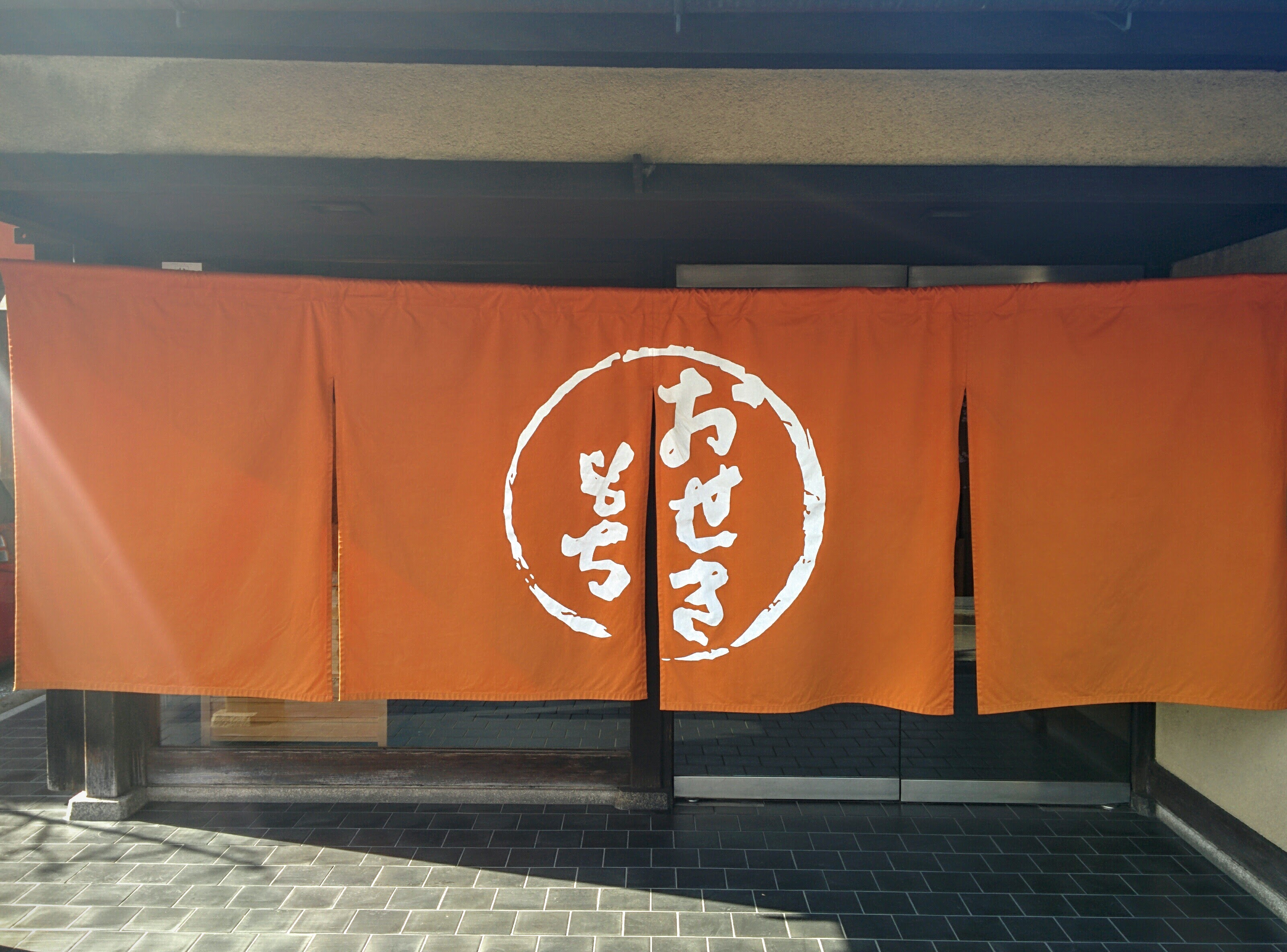
おせき餅の暖簾

江戸時代、城南宮付近の鳥羽街道（現・千本通）に「せき女（せきじょ）」という女性が茶店を開き、旅人に餅に餡をのせて出したのが始まりで、やがて評判を呼び彼女の名をちなみ「おせき餅」と呼ぶようになった。
時が下り慶応4年（1868年）、鳥羽・伏見の戦いで鳥羽一帯は戦災に遭い、おせき餅の店舗も被害を受けた。
昭和7年（1932年）、京阪国道開通により、創業から鳥羽街道沿いで営業した店舗を移転した。
店内にはイートインスペースも設けられている（食べる際は茶類とのセットでの購入）。テイクアウトの場合は2個からの販売で、賞味期限は購入日中となっている。